# Friedrich Arnleitner
Friedrich Arnleitner (* 19. Februar 1845 in Hofkirchen im Traunkreis; † 9. Oktober 1903 in Linz) war ein österreichischer Musikerzieher, Musikkritiker, Chorleiter, Organist, Komponist und Lehrer.

## Leben und Wirken
Friedrich Arnleitner wurde am 19. Februar 1845 als Sohn des in Hofkirchen im Traunkreis und später in Ebelsberg tätigen Lehrers Matthäus Arnleitner und dessen Ehefrau Theresia (geborene Miedl) in der oberösterreichischen Gemeinde Hofkirchen im Traunkreis geboren und in weiterer Folge römisch-katholisch getauft. In seiner Kindheit erhielt er Violin- und Klavierunterricht durch seinen Vater und war danach von 1855 bis 1859 Sängerknabe im Stift St. Florian, wo er ebenfalls Violin- und Klavierunterricht erhielt und ein Schüler Anton Bruckners, sowie Sopransolist war. In den Jahren von 1859 bis 1861 ging er auf die K.k. Oberrealschule in Linz, wo er mitunter für seine hervorragenden Leistungen in Gesang und Orgelspiel mit einem Preis ausgezeichnet wurde. Danach besuchte er von 1861 bis 1863 die Präparandie in Linz, ehe er 1863/64 als Unterlehrer in Altmünster wirkte. Danach war er 1864 als Unterlehrer in Enns tätig und danach von 1864 bis 1878 als Unterlehrer und später als vollwertiger Lehrer in Urfahr aktiv. In weiterer Folge kam er an die Knabenschule auf der Spittelwiese in Linz und machte im Jahre 1880 seine Lehramtsprüfung für Gesang an Mittelschulen und Lehrerbildungsanstalten in Wien. Ab dem Jahre 1892 leitete er die Kronprinz-Rudolf-Mädchenvolksschule in der Baumbachstraße in Linz und war an dieser Schule bis zu seinem Tod im Jahre 1903 tätig.
Bereits ab 1873 war das Mitglied der Marianischen Herrenkongregation Lehrer für Klavier und Gesang an der Lehrerbildungsanstalt Linz. 1879 wechselte er als solcher an das Staatsgymnasium und an die Staatsrealschule, mit deren Chören er bei Schulveranstaltungen und bei Gottesdiensten im Neuen Dom und in der Minoritenkirche mitwirkte und damit in der Öffentlichkeit Anerkennung fand. Ab dem Jahre 1889 unterrichtete er zudem Gesang am Mädchen-Lyzeum Linz.
Im Jahre 1865 wurde Arnleitner Mitglied des 1858 gegründeten Männergesangvereins Kränzchen in Linz und schloss sich ebenso der Liedertafel Frohsinn an. Bei Letztgenannter fungierte er von 1869 bis 1895 als 2. Chorleiter, Klavierbegleiter und Gesangssolist. Bei Vakanzen des 1. Chormeisters vertrat er diesen oftmals über längere Zeit, führte den gesamten Probenbetrieb weiter und leitete zahlreiche Konzerte. Des Weiteren bemühte er sich um den Damenchor, der des Öfteren zusammen mit dem Männerchor als gemischter Chor, aber auch alleine, auftrat. Ab 1891 wurde der besagte Damenchor als Frauengesangverein der Liedertafel Frohsinn organisiert. Durch sein Zutun führte Arnleitner den Chor auf ein allgemein geschätztes Leistungsniveau. Mit drei Damen aus dem Chor bildete Arnleitner ein Oberquartett, mit dem er des Öfteren auftrat. In den Jahren 1871 bis 1875 war Arnleitner Klavierlehrer an der Musikschule der Gesellschaft der Musikfreunde Linz, aus der die heutige Anton Bruckner Privatuniversität hervorging. 1873 dirigierte er deren Konzert. Aufgrund ihres volkstümlichen Charakters fanden Arnleitners Kompositionen weite Verbreitung, wobei das Lied O, hast du noch ein Mütterchen zu einem seiner bekanntesten Werke zählt. Eine Vielzahl seiner Lieder wurde in Liederbücher aufgenommen. Außerdem wurde der Organist, der nach seiner Schulzeit unter Bruckner mit ebendiesem befreundet war, mehrere Male für Kollaudierungen von Orgelneu- bzw. -umbauten engagiert, so etwa zusammen mit dem Linzer Domorganisten Karl Waldeck (1841–1905) für die 1884 neu errichtete Leopold-Breinbauer-Orgel in der Stiftskirche Wilhering. Ein von Arnleitner komponiertes Ave Maria für Chor und Orgel ist dem damaligen Abt des Stiftes Wilhering Alois Dorfer gewidmet. Im Jahre 1893 erfolgte Arnleitners Ernennung zum Ehrenmitglied der Liedertafel Frohsinn.
Am Morgen des 9. Oktober 1903 starb Friedrich Arnleitner an den Folgen einer Rippenfellentzündung im Alter von 58 Jahren in Linz. Beim vielbesuchten Begräbnis am 11. Oktober 1903 gehörten zu den Trauergästen auch zahlreiche Persönlichkeiten des öffentlichen Lebens wie Landeshauptmann Alfred Ebenhoch, diverse Landesausschüsse, sowie Landesschulinspektoren, Schulräte und andere Persönlichkeiten, wie Beamte und Lehrer. Daneben waren auch zahlreiche Kleriker vertreten. Den Kondukt bis zur Kirche führte sein Bruder, Pater Ambros Arnleitner, Priester am Stift Wilhering und Pfarrer von Theras in Niederösterreich, und den Kondukt von der Kirche zum Friedhof sein Sohn, Julius, an.

## Familie
Arnleitner war mit Rosalia (geborene Linzer) verheiratet und hatte mit ihr mehrere Kinder. Sechs Kinder überlebten ihren Vater; darunter die Tochter Marianne (* 1886; verheiratete Bauer), die eine Altsolistin in der Stadtpfarrkirche und im Alten Dom in Linz war. Des Weiteren hatte er mit Friederika eine Tochter, die den Ursulinen angehörte, sowie mit Julius einen Sohn, der Chorherr in St. Florian und zum Zeitpunkt des Todes seines Vaters Kooperator in Lasberg war. Weitere Kinder waren Fritz, ein Beamter der Post für Oberösterreich und Salzburg, sowie die Töchter Johanna († 1924) und Rosalie. Neben seinem Bruder Ambros wurde er auch von seiner Schwester Aloisia, genannt Luise oder Luis, überlebt.

## Ehrungen

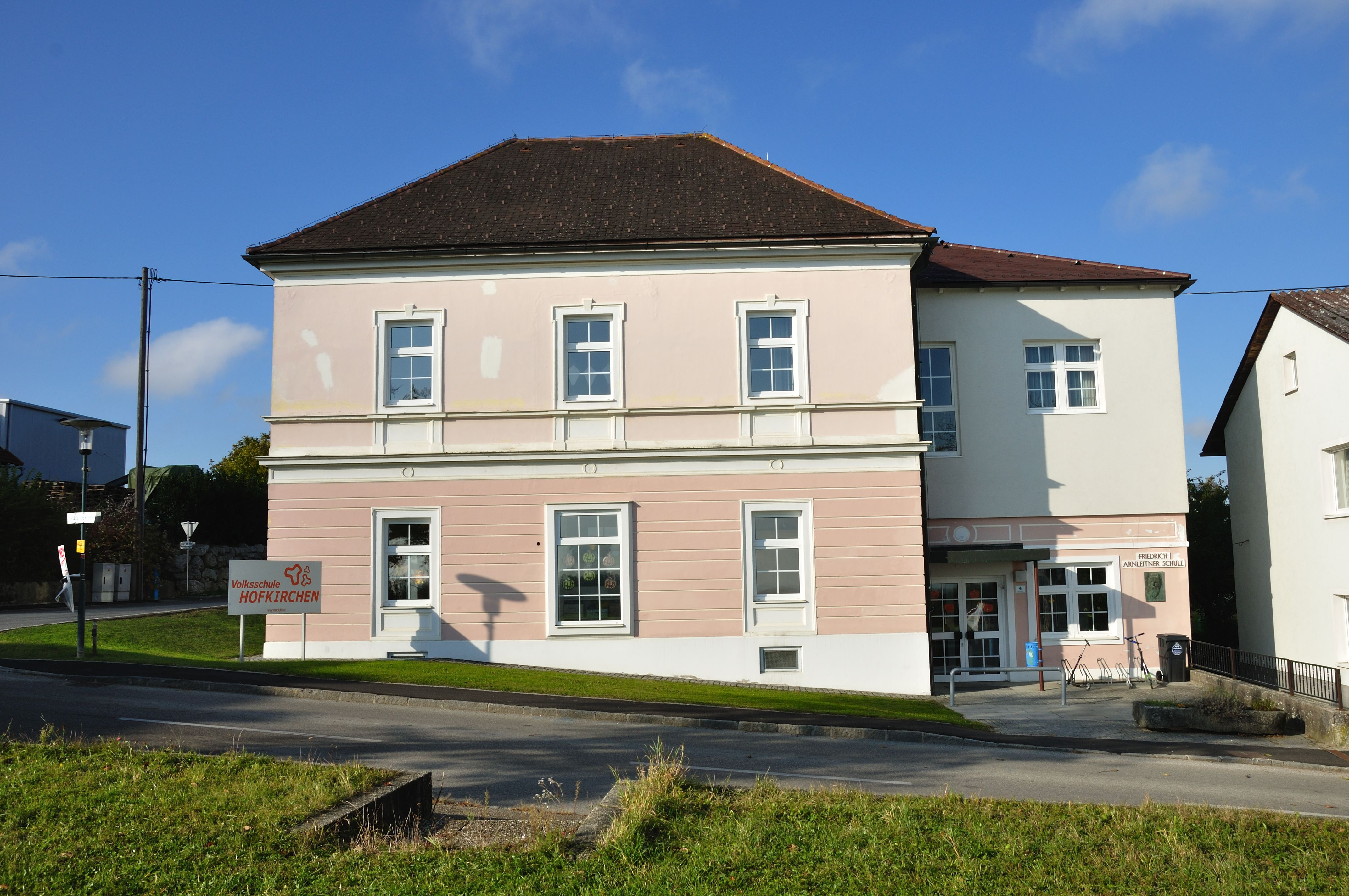
Friedrich Arnleitner Schule in Hofkirchen

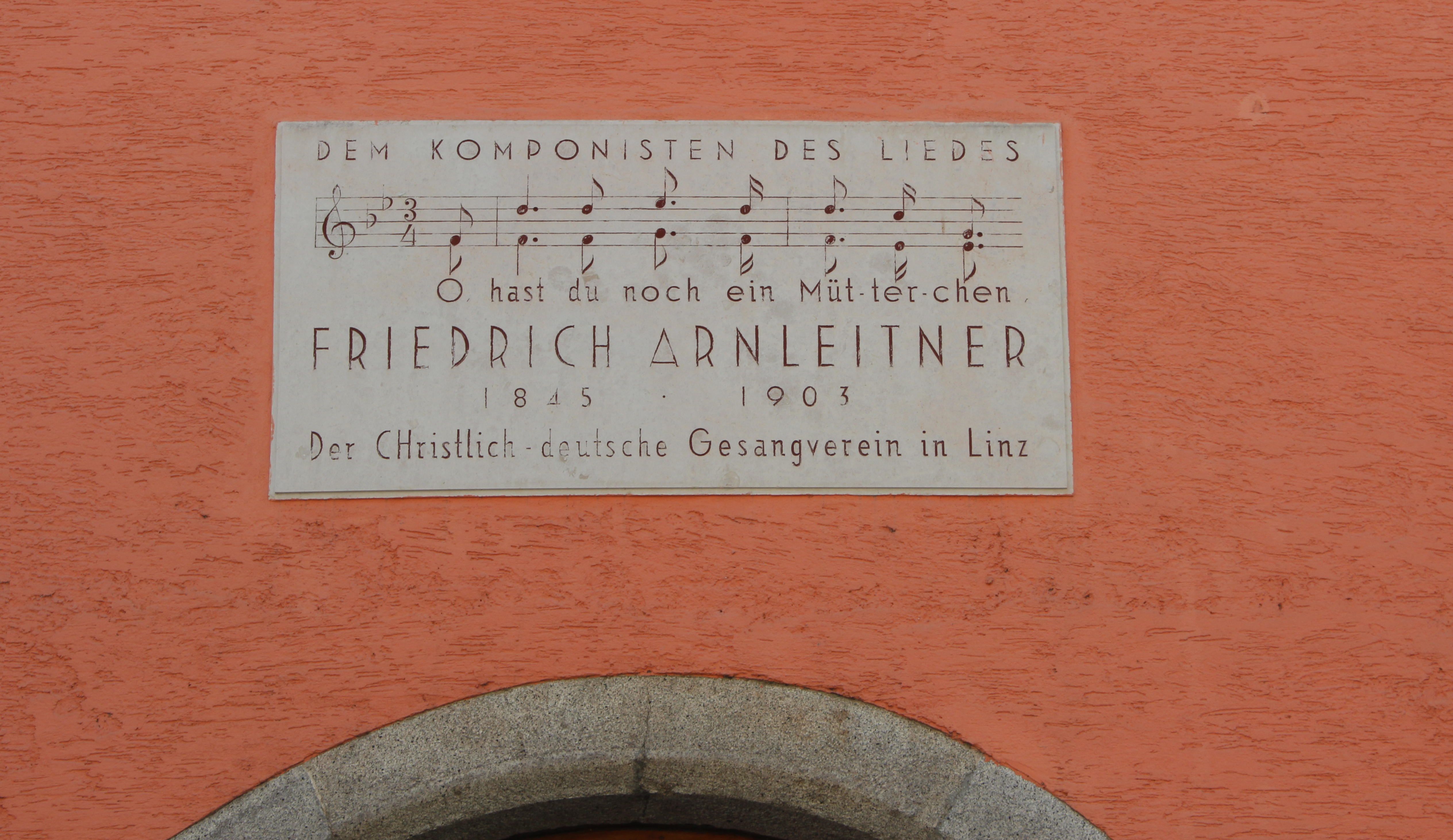
Gedenktafel an der Adresse Baumbachstraße 11 in Linz

Die unter Denkmalschutz stehende Volksschule von Hofkirchen im Traunkreis erhielt zum 50. Todestag von Friedrich Arnleitner (1953) den Namen Friedrich Arnleitner Schule und trägt diesen Namen noch heute (Stand: 2019). Auf der rechten Seite beim Haupteingang des Gebäudes befindet sich unter dem Schulnamen auch eine Plakette mit einem Porträt Arnleitners.
An der Fassade der ehemaligen Kronprinz-Rudolf-Mädchenvolksschule auf der Adresse Baumbachstraße 11, an der sich heute (Stand: 2019) die Waldorfschule Linz befindet, erinnert eine vom Christlich-Deutschen Gesangsverein gestiftete Gedenktafel an Friedrich Arnleitner. Zuvor befand sich die Gedenktafel an einem mittlerweile abgebrochenen Gebäude auf der Adresse Bethlehemstraße 4–6, dem letzten Wohnort Arnleitners. Die Gedenktafel wurde am 6. Mai 1934 feierlich enthüllt; die Feierlichkeiten wurden unter anderem von Radio Wien übertragen.
Zum 100. Todestag Arnleitners wurde im Jahre 2003 die Orgel der Pfarrkirche seiner Heimatgemeinde durch den schwedischen Orgelbauer Karl Nelson erneuert und erhielt den Namen Friedrich-Arnleitner-Orgel.